# مايك بريان
مايك بريان (بالإنجليزية: Mike Bryan)‏ هو عازف جاز أمريكي، ولد في 9 أغسطس 1916 في بيهاليا في الولايات المتحدة، وتوفي في 20 أغسطس 1972 بسبب ابيضاض الدم.